# 木藤郁三
木藤 郁三（きとう いくぞう、1882年（明治15年）1月21日 - 1957年（昭和32年）3月2日）は、大日本帝国陸軍軍人。最終階級は陸軍少将。

## 経歴・人物
東京府出身。1902年（明治35年）陸軍士官学校第14期卒業。
1927年（昭和2年）7月に馬公重砲兵大隊長、1928年（昭和3年）8月に陸軍砲兵大佐、1929年（昭和4年）3月に近衛師団兵器部長、1930年（昭和5年）8月に下関重砲兵連隊長を経て、1933年（昭和8年）3月18日に陸軍少将に進級と同時に待命、同月31日に予備役に編入した。
1947年（昭和22年）11月28日、公職追放仮指定を受けた。